# Nailbomb
I Nailbomb sono stati un side project thrash metal statunitense, formato nel 1993 dal musicista brasiliano Max Cavalera dei Sepultura, Cavalera Conspiracy e Soulfly e da Alex Newport dei Fudge Tunnel.

## Storia del gruppo
Il gruppo si formò a Phoenix, Arizona (stessa città in cui successivamente si formeranno i Soulfly), e durante la loro poco durata carriera, ospitarono altri musicisti tra cui D.H. Peligro (Dead Kennedys), il fratello di Max, Igor Cavalera (co-fondatore dei Sepultura) e il chitarrista Dino Cazares (co-fondatore e chitarrista dei Fear Factory).
Dopo lo scioglimento avvenuto nel 1995, poco dopo l'uscita di Proud to Commit Commercial Suicide, il progetto è stato per la maggior parte dimenticato, senza l'intenzione di pubblicare nuovo materiale o di riunirsi, fino a quando Max ha annunciato, nel 2017, che avrebbe suonato l'intero album Point Blank in tour con i Soulfly. Newport, per vari impegni, non è stato presente per le esibizioni, sostituito fino alla fine del tour dal figlio di Max, Igor Cavalera Jr, che oltre ad essere il bassista e i cori per i Soulfly, eseguiva anche le parti di tastiere e i campionamenti di Newport.
Successivamente, nel 2023, viene pubblicata una compilation chiamata 1000% Hate, contenente sia tutte le tracce di Point Blank sia le tracce contenute in Proud to Commit Commercial Suicide.

## Reunion
Il 24 agosto 2024, Cavalera ha annunciato il ritorno dei Nailbomb dopo 29 anni di inattività, in occasione del "Max Cavalera Dynasty Show", avvenuto il 9 novembre al Marquee Theatre a Tempe, in Arizona. La formazione per la performance era composta dal figlio di Cavalera, Igor, e Travis Stone (Pig Destroyer) entrambi alle chitarre, Johny Chow (Stone Sour) al basso, Alex Cha ai campionamenti e Adam Jarvis alla batteria. Nel mese di novembre, i Nailbomb, con la nuova formazione, hanno annunciato che saranno presenti al Alcatraz festival a Kortrijk, in Belgio, nell'agosto 2025.

## Discografia

### Album in studio
- 1994 – Point Blank

### Album dal vivo
- 1995 – Proud to Commit Commercial Suicide

### Raccolte
- 2023 – 1000% Hate

### Videografia
- 2005 – Live at Dynamo

## Formazione

### Nailbomb
- Max Cavalera (Sepultura, Soulfly, Cavalera Conspiracy) – voce, chitarra ritmica, basso, campionatore
- Alex Newport (Fudge Tunnel, Theory of Ruin) – voce, chitarra, basso, campionatore

### Turnisti
- Igor Cavalera Jr. – chitarra
- Travis Stone (Pig Destroyer)  – chitarra
- Johny Chow (Stone Sour) – basso
- Alex Cha (Pig Destroyer) – campionatore
- Adam Jarvis – batteria